# Zénobe Membré
Zénobe Membré, né en 1645 à Bapaume et mort le 15 janvier 1689, est un missionnaire franciscain en Nouvelle-France.

## Biographie
Zénobe Membré est né en 1645 à Bapaume dans le Pas-de-Calais.
Missionnaire françaisde l'ordre des Récollets, il arrive au Canada en 1675.
En 1679, il accompagne René Robert Cavelier de La Salle avec Henri Tonti vers le pays des Illinois, dont il a donné une description en compagnie d'autres missionnaires, notamment Louis Hennepin.
En 1681, il descend le Mississippi avec Cavelier de La Salle, jusqu'au golfe du Mexique, et revient avec le chef de l'expédition vers le Canada. 
Zénobe Membré revient en Europe où il devient supérieur du couvent franciscain dans sa ville natale. 
En 1684, Zénobe Membré repart en Nouvelle-France avec deux franciscains et trois Sulpiciens. Il navigue avec La Salle ayant l'intention de fonder une colonie à l'embouchure du fleuve Mississippi, mais des cartes inexactes et des erreurs de navigation les entraînent à plus de 600 kilomètres à l'ouest,  au large de la côte du Texas, près de la baie de Matagorda. 
En 1685, La Salle érige le fort Saint-Louis, à 80 km de la baie de Matagorda. Zénobe Membré cherche alors à établir une mission chez des Amérindiens Caddos (Hasinais) et en 1687, il est tué avec deux autres missionnaires.